# Madre Terra (Pierangelo Bertoli e Erika Tozzi)
Madre Terra è un singolo di Pierangelo Bertoli e Erika Tozzi pubblicato nel 2003.
Prodotto dalla Banca di Cavola e Sassuolo, è uscito per la Crisler Music in collaborazione con la Fantastic Fly (etichetta indipendente del produttore Andrea Rompianesi), e ha visto la collaborazione anche dei Bertas e dei Tenores de Bitti.

## Descrizione
La collaborazione tra Bertoli, la Tozzi e Andrea Rompianesi nasce con la canzone Terra, che era stata scritta da Bertoli e Rompianesi per la cantante in vista della sua partecipazione al Festival di Sanremo 2003 ma che non superò la selezione preliminare svoltasi tramite il programma Destinazione Sanremo e non venne mai incisa.
Dopo la morte di Bertoli esce il singolo Madre Terra (nonostante il titolo simile, una canzone diversa da quella proposta per Sanremo), eseguita dallo stesso cantautore emiliano in duetto con la Tozzi, tramite l'etichetta Crisler Music e con la produzione della Banca di Cavola e Sassuolo. Della canzone venne anche realizzato un video, mandato in onda per la prima volta il 7 agosto del 2003 su Rai Due, durante la trasmissione Notte mediterranea, in una versione tagliata.
Rompianesi, che con Bertoli già aveva scritto dieci canzoni mai incise, aveva inoltre in progetto di far uscire un album per la Fantastic Fly in ricordo del cantautore, all'interno del quale sarebbe dovuta comparire anche Madre Terra; tuttavia, la morte dello stesso Rompianesi nel novembre del 2003, a soli 27 anni, fece naufragare quel progetto insieme agli altri che sarebbero dovuti nascere dalla Fantastic Fly.

## Tracce
1. Madre Terra (Pierangelo Bertoli)

## Formazione
- Pierangelo Bertoli - voce
- Erika Tozzi - voce